# Niška Banja
Niška Banja (srbsky: Нишка Бања) je lázeňské město v jižním Srbsku. Leží asi 9 kilometrů východně od Niše, třetího největšího města v zemi. Podle sčítání z roku 2011, ve městě žije 4 180 obyvatel. V celé opštině pak žije 14 098 obyvatel. Lázně jsou situovány na severním úpatí vrcholu Koritnjak (808 m).
Obec je poprvé připomínána v tureckých pramenech k roku 1498. Hlavní hospodářský rozvoj lázní se uskutečnil v období mezi světovými válkami, kdy byla obec spojena tramvajovou tratí s nedalekou Niší. Lázně odkoupil stát a začaly být využívány k léčebným účelům.

## Poloha
Niška Banja se nachází jižně od dálnice vedoucí z Niše do bulharské Sofie. Území opštiny hraničí s městy Palilula a Medijana na západě, s městy Pantelej a Svrljig na severu, s Belou Palankou na východě a s městem Gadžin Han na jihu. Město leží na úpatí hory Suva Planina. Odtud také pocházejí minerální prameny; voda se na svazích Suvé Planiny dostává pod povrch a poté vyvěrá v blízkosti města.

## Turistika
Niška Banja je jedno z nejznámějších center lázeňského turismu v Srbsku. Místní lázně jsou známé pro svou horkou, radioaktivní vodu, která obsahuje radon. Léčí se v nich například různé revmatické a ortopedické potíže nebo celulitida; léčebna zde byla otevřena v roce 1979. V lázních je každoročně pořádán Letní kulturní festival. Ve městě se nachází spousta hotelů.

## Galerie

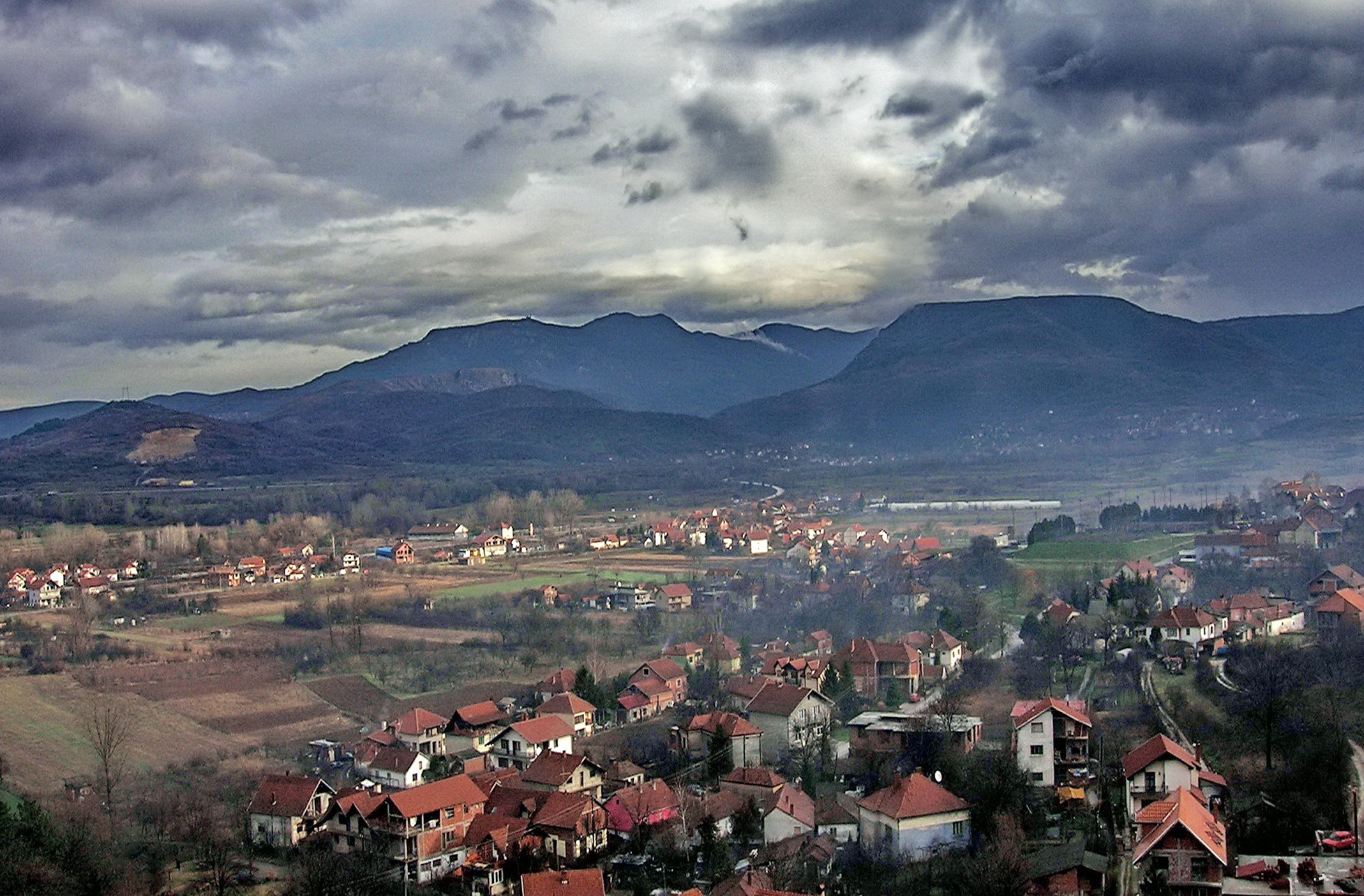
Pohled na město
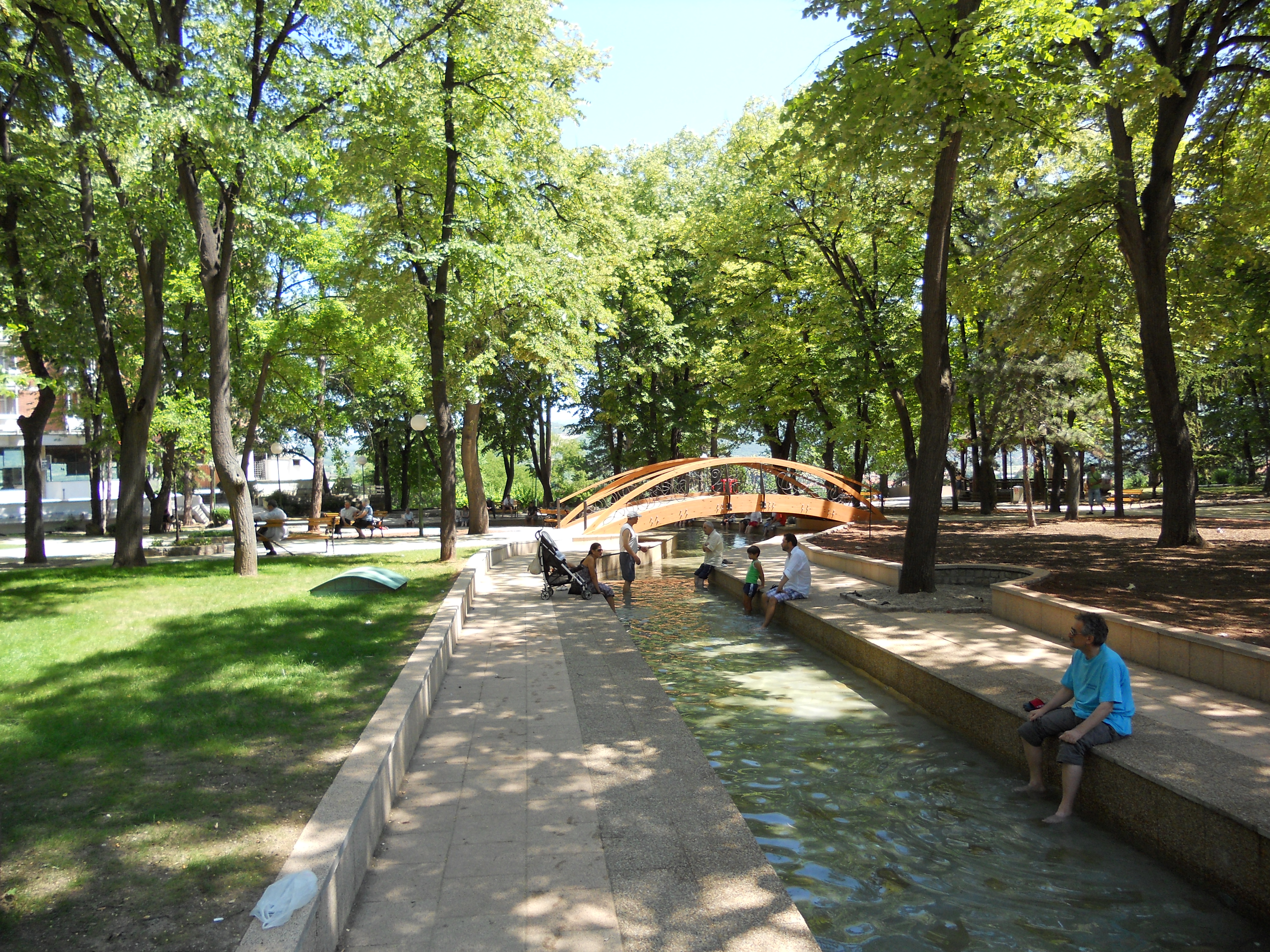
Městský park
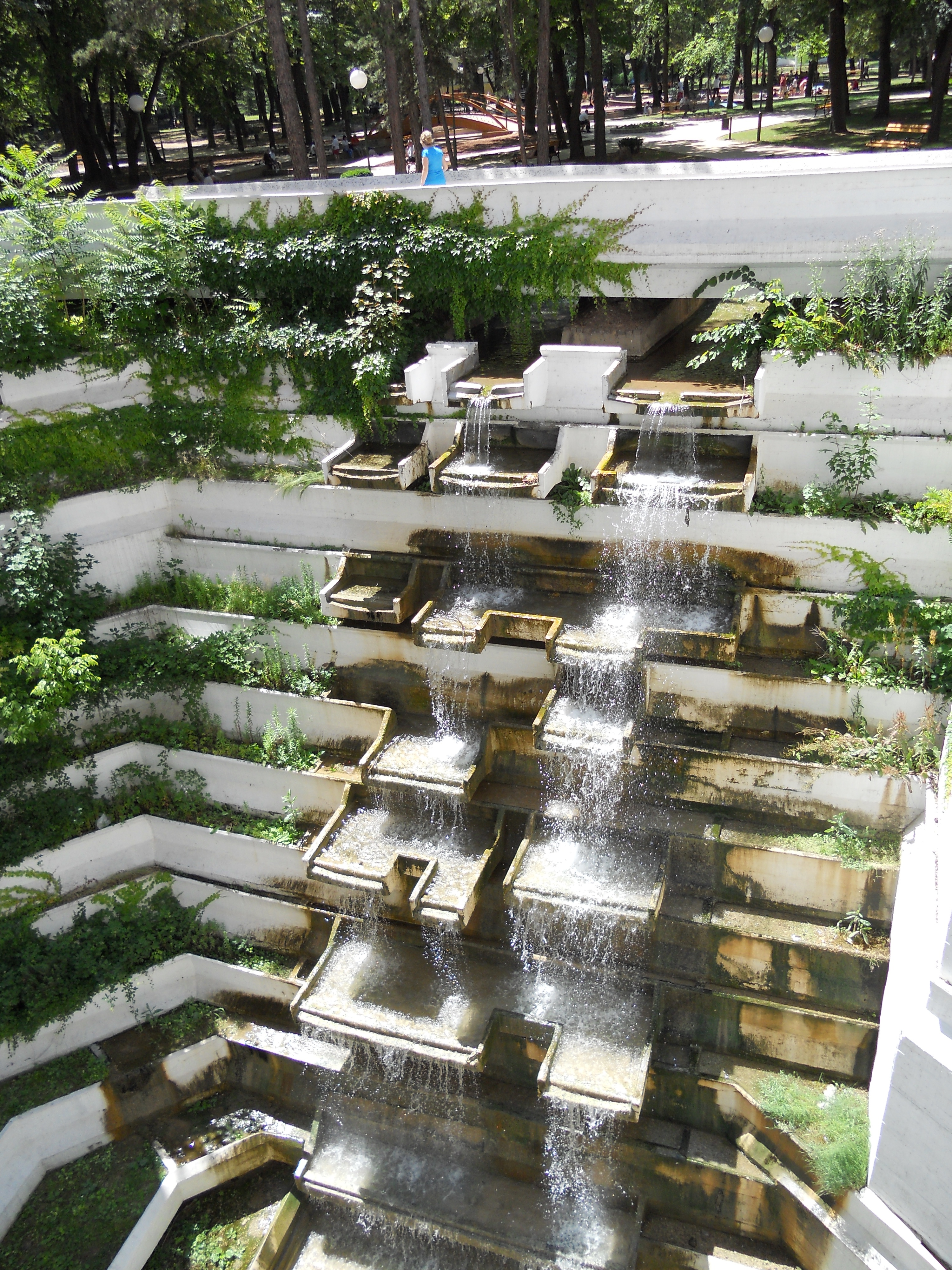
Kaskádový vodopád
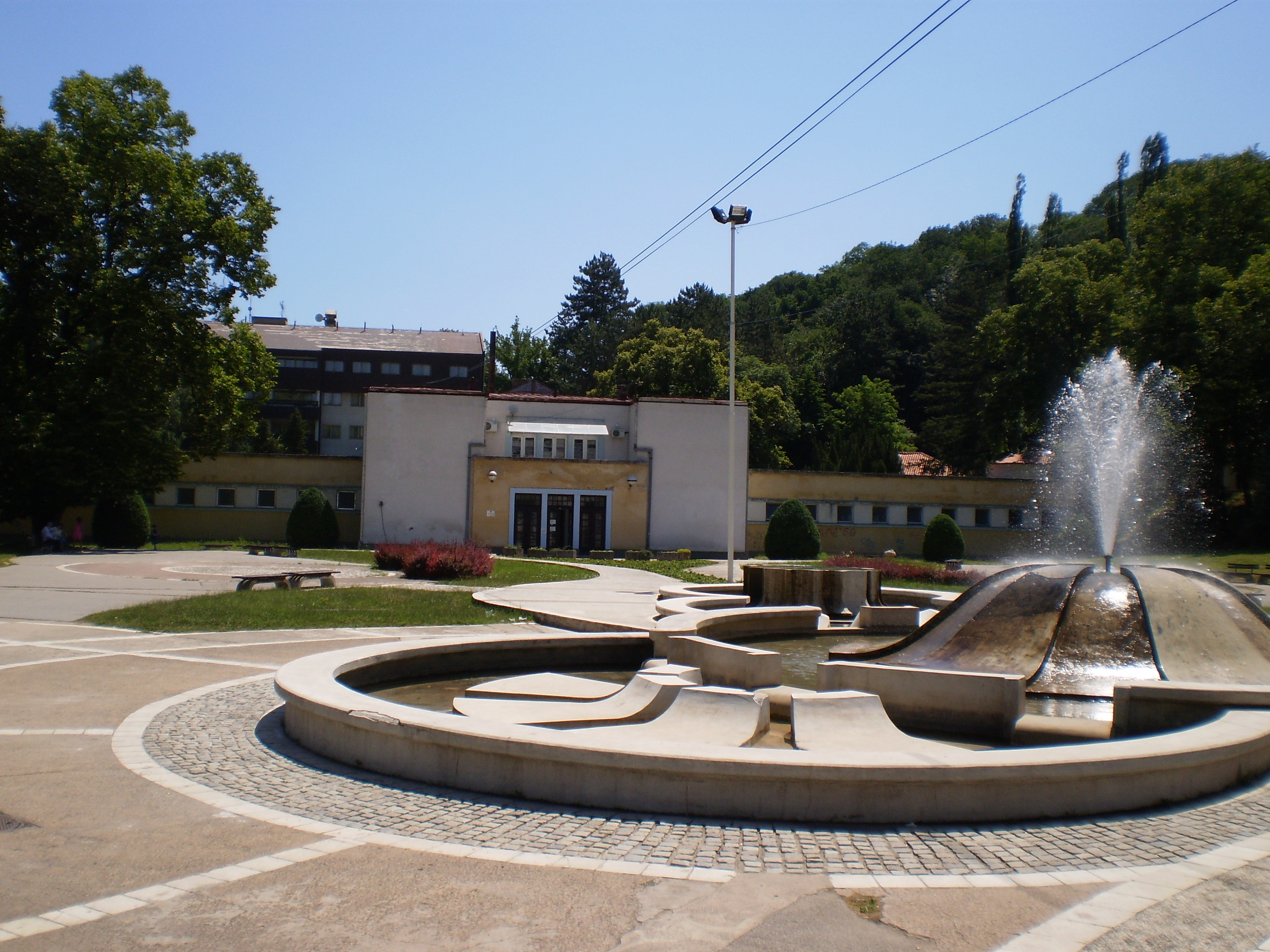
Fontána před lázeňským centrem
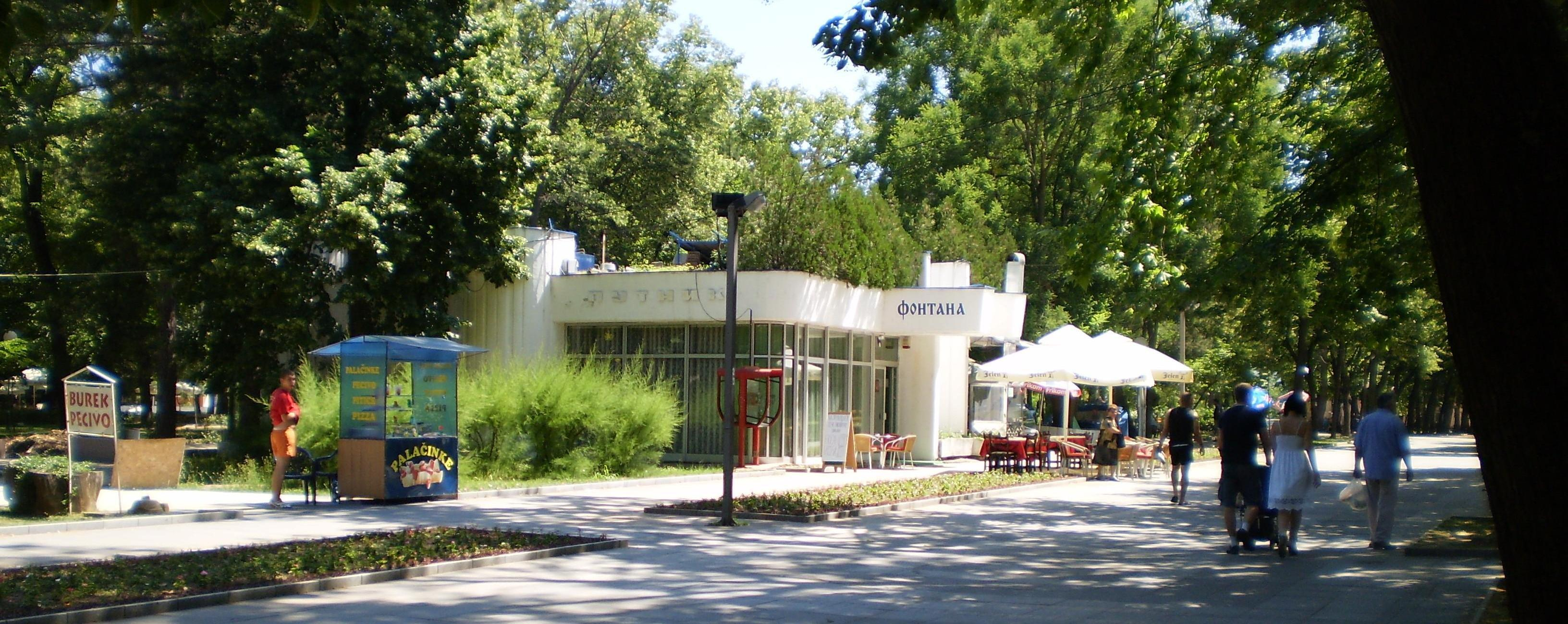
Turistické centrum
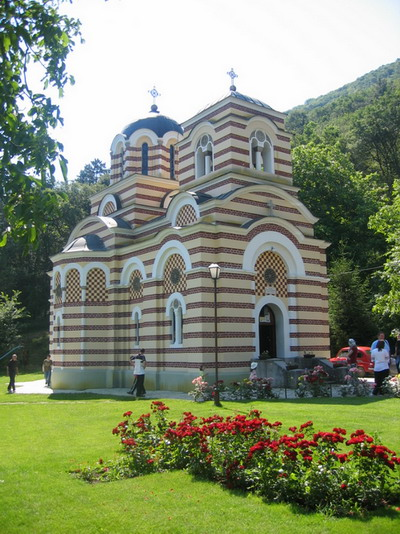
Pravoslavný kostel
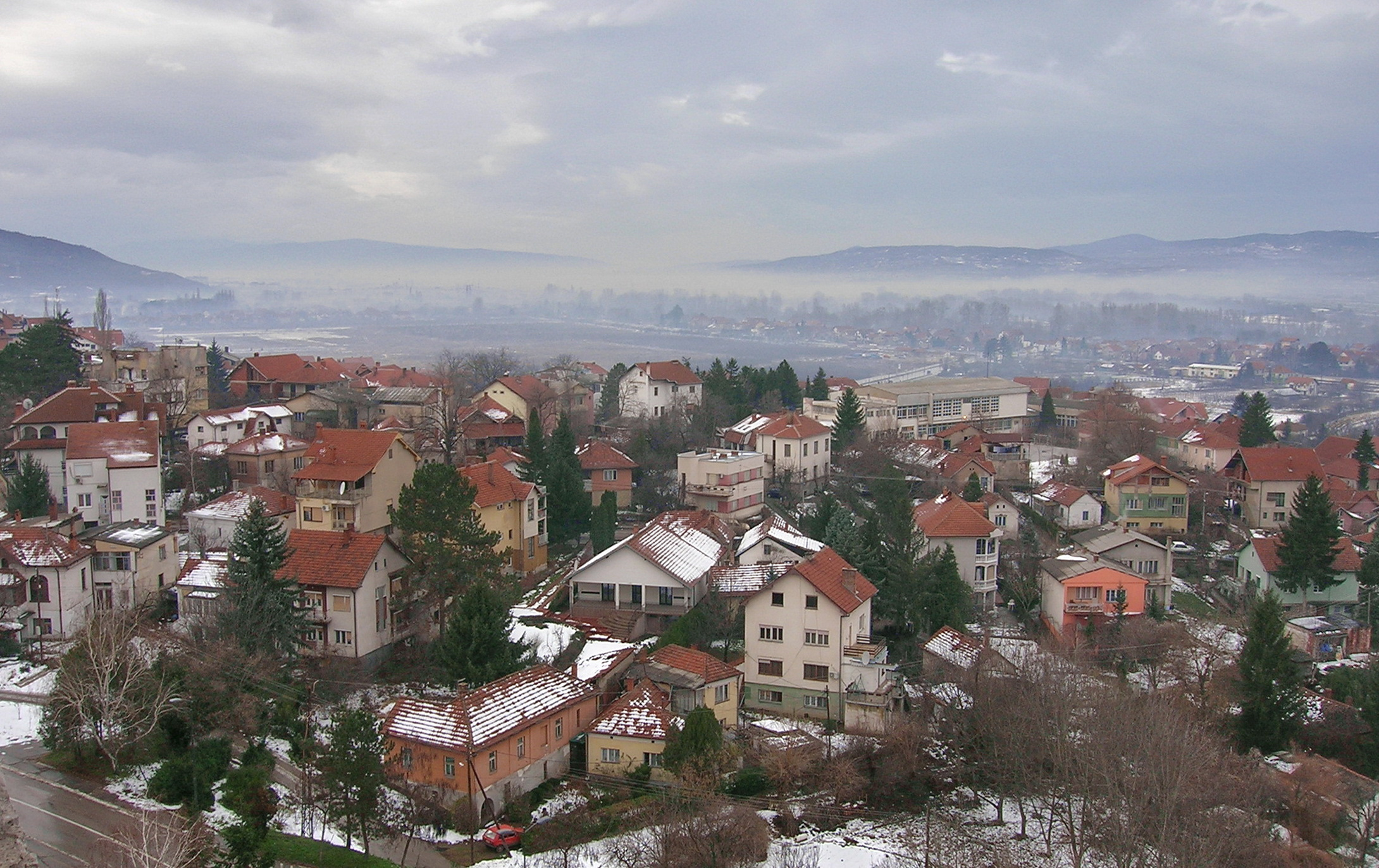
Město v zimě
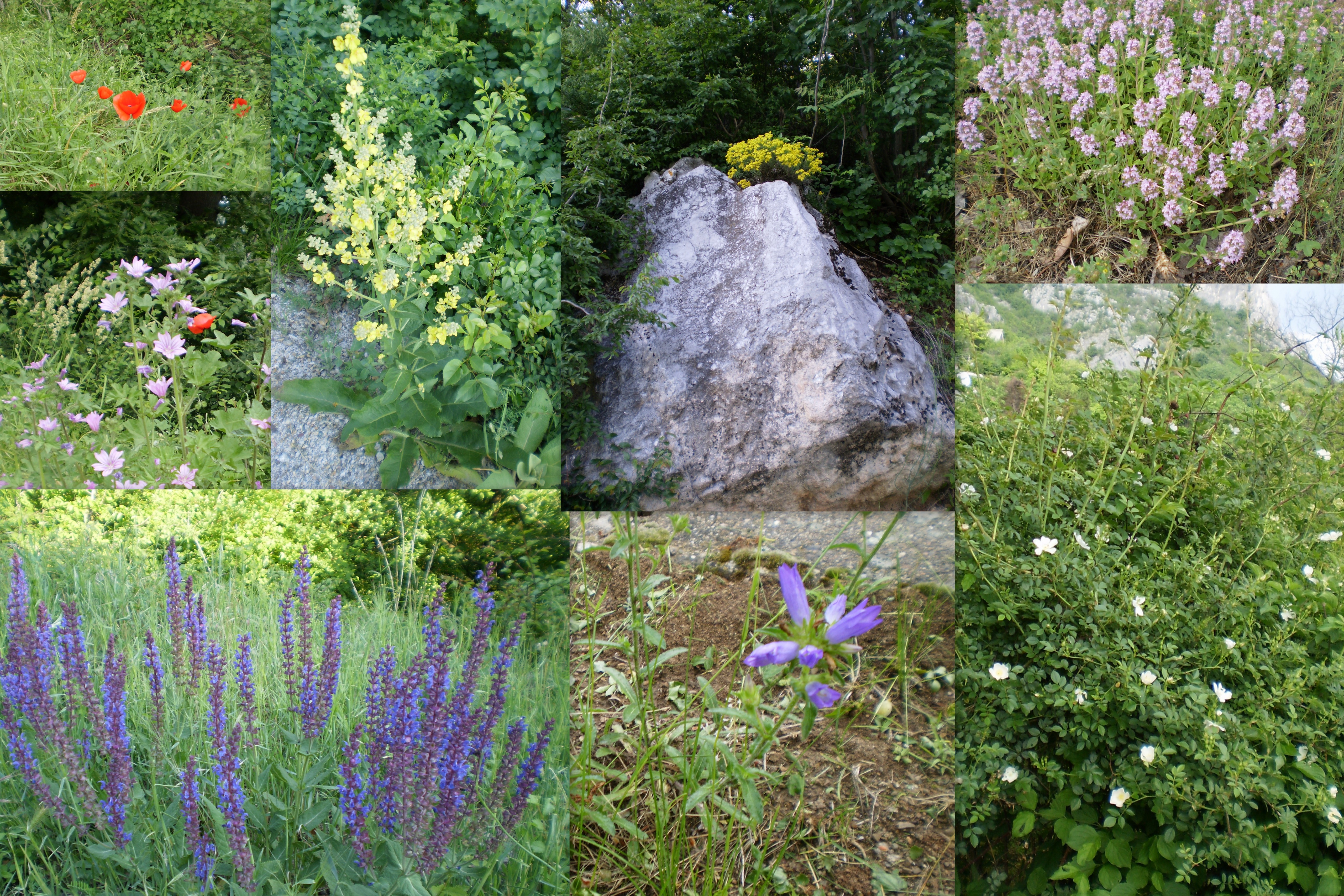
Flóra